# Stade Olympique de la Pontaise
Lo Stade Olympique de la Pontaise è uno stadio multifunzionale di Losanna, Svizzera.
Oltre ad ospitare la locale squadra di calcio del FC Lausanne-Sport (Super League), lo stadio accoglie ogni anno il tradizionale Meeting internazionale di atletica Athletissima.
Lo Stade Olympique de la Pontaise è in grado di ospitare 15 786 persone ed è stato costruito nel 1904.
Ha ospitato cinque incontri del Campionato mondiale di calcio 1954.
In questa struttura, nel 1994, Leroy Burrell ha abbassato il record dei 100 metri a 9"85, mentre l'11 agosto 2007 si è tenuto uno dei rari concerti elvetici dei Rolling Stones.

## Record di presenze
- Coppa del mondo di calcio del 1954, Svizzera-Italia - 43.000 spettatori
- Campionato di calcio svizzero del 1961, Lausanne-Servette - 32.000 spettatori
- Concerto di Michael Jackson, Dangerous World Tour - 47.000 spettatori
- Concerto dei Rolling Stones, A Bigger Bang Tour - 42.600 spettatori
- Athletissima, meeting di atletica leggera - 14.500 spettatori

## Altri progetti

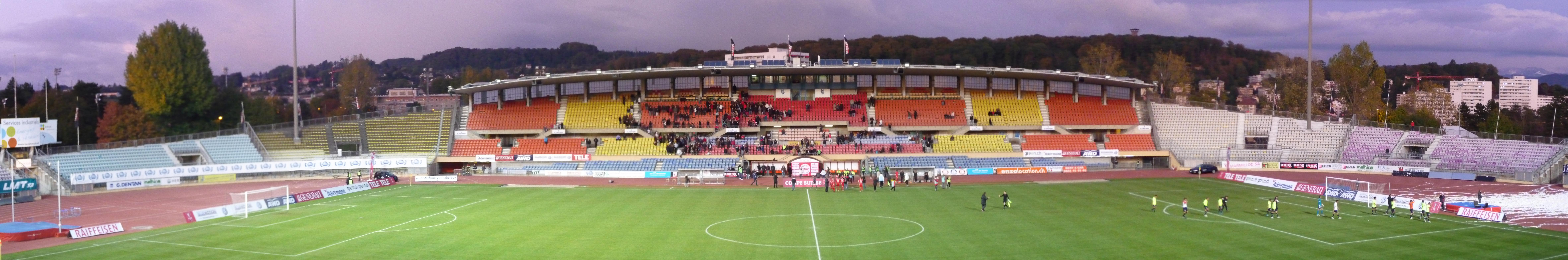
Tribune North